# Plieux
Plieux ist eine Gemeinde im Département Gers im südwestlichen Frankreich (Okzitanien).

## Lage und Geografie
Plieux liegt im Südwesten Frankreichs und auf dem Gebiet der historischen Provinz Gascogne. Der Fluss Auroue fließt nördlich durch den westlichen Teil des Ortes, während der Fluss Arrats die östliche Ortsgrenze bildet.

## Bevölkerungsentwicklung
| Jahr                       | 1962 | 1968 | 1975 | 1982 | 1990 | 1999 | 2009 | 2017 |
| Einwohner                  | 245  | 232  | 214  | 195  | 186  | 174  | 164  | 134  |
| Quellen: Cassini und INSEE |      |      |      |      |      |      |      |      |

Im Jahr 1800 hatte der Ort 725 Einwohner. Unter den Bewohnern befindet sich der Schlossherr (und Schriftsteller) Renaud Camus, der als einer der Vordenker von Marine Le Pen gilt.

## Sehenswürdigkeiten
- Schloss Plieux: Schloss aus dem 14. bis 16. Jahrhundert